# Kirchberg (Zwickau)
Kirchberg (pronunciación en alemán: /Kirchberg/ⓘ) es un municipio situado en el distrito de Zwickau, en el estado federado de Sajonia (Alemania), a una altitud de 350 metros. Su población a finales de 2016 era de unos 8400 habitantes y su densidad poblacional, 210 hab/km².